# Torwarttraining
Der Begriff Torwarttraining bezeichnet eine Spezialausbildung von Torhütern in Mannschaftssportarten wie zum Beispiel Fußball oder Handball. Besonders Profivereine beauftragen dazu spezielle Torwarttrainer, um erfolgreicher sein zu können. 
Das vorrangige Ziel eines Torwarttrainings ist in der Regel das Erlernen und Automatisieren aller spielrelevanten Torhüter-Techniken. Gleichzeitig dient ein Torwarttraining dazu, um Reaktion, Sprungkraft, Beweglichkeit, Koordination, Strafraumbeherrschung und Torwarttaktik des Torwarts zu verbessern. Nebenbei wird die körperliche Fitness nicht vernachlässigt, da sie vor Verletzungen, aber auch für das Durchsetzungsvermögen eines Torwarts unerlässlich sein kann.  
Die Schulung der torwartspezifischen Taktik lässt sich im Wesentlichen in die Bereiche Stellungsspiel, Herauslaufen und Spielaufbau unterteilen. Komplexere Taktik-Anforderungen (beispielsweise Organisieren der Abwehr) kann man meistens im Mannschafts-Training erarbeiten. Ein Torwarttraining kann auch mit Trainingshilfsmitteln wie zum Beispiel Hürden, Reifen, Stangen usw. stattfinden.   
Ein professioneller Torwarttrainer achtet meistens darauf, dass die Übungen korrekt ausgeführt werden. Hierbei nimmt er auch Hilfestellungen und ggfs. auch technische Korrekturen vor. Gleichzeitig versucht er die Einsätze der jeweiligen Übungen sinnvoll zu dosieren, da hierbei Faktoren wie Reihenfolge, Intensität, Anzahl der Wiederholungen bei den einzelnen Übungen für den Erfolg eine wichtige Rolle spielen können. Jedoch sind in unterklassigen Vereinen (oft aus finanziellen Gründen) Torwarttrainer eher selten anzutreffen, was ein spezielles Torwarttraining kaum möglich macht. Häufig sind solche Trainingseinheiten auf Schusstraining oder reine Abfolge einzelner Übungen beschränkt.